# تونتوتولیاک (آلاسکا)
تونتوتولیاک (به انگلیسی: Tuntutuliak) شهری در ناحیه سرشماری بتل ایالت آلاسکا است که جمعیت آن در سرشماری سال ۲۰۰۰ میلادی ۳۷۰ نفر بوده‌است.